# Gökhan Inler
Gökhan Inler (Olten, el 27 de juny de 1984) és un futbolista suís que juga com a migcampista amb el Leicester City de la Premier League.